# Mir Akbar Khyber
Mir Akbar Khyber, auch Khaibar (* 11. Januar 1925; † 17. April 1978) war ein afghanischer Politiker. Er war Vorsitzender der Parcham-Fraktion der Demokratischen Volkspartei (DVPA). Er galt als eine der wichtigsten Personen des Kommunismus in Afghanistan.

## Leben
1947 absolvierte er seine militärische Ausbildung an der Universität (Harbi Pohantun). 1950 wurde er für seine revolutionären Aktivitäten verhaftet. Später war er im Ministerium für Bildung tätig. 1965 war er an einem Aufstand in der Provinz Paktia beteiligt und wurde deshalb entlassen. Nach der Rückkehr nach Kabul war er Redakteur der gleichnamigen Parteizeitung des kommunistischen Flügels Parcham und überwachte das Parchams-Recruitment-Programm in der afghanischen Armee. Am 17. April 1978 wurde er vor seinem Haus ermordet.
Daouds Regime versuchte, die Schuld für Khybers Tod den Hizb-i Islāmī unter Führung von Hekmatyar zuzuschieben. Nur Muhammad Taraki, der Gründer  der DVPA, war wie ein Großteil der Kabuler Intelligenzija der Meinung, dass die Regierung selbst dafür verantwortlich wäre. Nach Meinung des amerikanischen Historikers und Afghanistanspezialisten Louis Dupree hat Innenminister Nuristani, ein radikaler Antikommunist, den Mord angeordnet. Im Widerspruch dazu äußern verschiedene Quellen, darunter die Parchamis Babrak Karmal und Anahita Ratebzad, dass Hafizullah Amin Anstifter des Anschlags gewesen sei, ein Führer der rivalisierenden leninistischen Khalq-Fraktion. Daouds Vertrauter Abdul Samad Ghaus unterstellte eine Rivalität zwischen Amin und Khyber, da beide versuchten, das Militär mit ihren jeweiligen Fraktionen zu infiltrieren. Khybers Anstrengungen für eine Wiedervereinigung von Khalq und Parcham innerhalb des Militärs hätten nach kommunistischen Quellen Amins Machtstellung untergraben.
| Personendaten    | Personendaten          |
| ---------------- | ---------------------- |
| NAME             | Khyber, Mir Akbar      |
| KURZBESCHREIBUNG | afghanischer Politiker |
| GEBURTSDATUM     | 11. Januar 1925        |
| STERBEDATUM      | 17. April 1978         |